# Obniżenie Noworudzkie
Obniżenie Noworudzkie (332.46) – mezoregion fizycznogeograficzny w południowo-zachodniej Polsce, w Sudetach Środkowych.

## Opis
Obniżenie Noworudzkie to niewielkie obniżenie (średnio 500 m n.p.m.) o powierzchni około 177 km² w dolinie Włodzicy i jej dopływów, o ponad 25 km długości i kilku kilometrach szerokości. Ciągnie się z północnego zachodu na południowy wschód równolegle do Wzgórz Włodzickich i Gór Sowich. Od północy ograniczone Górami Sowimi, od zachodu Górami Suchymi, a od południa Wzgórzami Włodzickimi i Doliną Ścinawki, przez Obniżenie Bożkowa łączy się z Kotliną Kłodzką. W centrum obniżenia leży miasto Nowa Ruda.

## Budowa geologiczna
Obniżenie Noworudzkie jest północno-wschodnią częścią niecki śródsudeckiej. Ma ciekawą i złożoną budowę geologiczną, powstało w obrębie wychodni mało odpornych skał karbońskich oraz permskich – utworów czerwonego spągowca (piaskowce, zlepieńce). Występują w jego w podłożu utwory karbonu – węgiel kamienny i łupki ogniotrwałe. Obrzeże obniżenia tworzą prekambryjskie, metamorficzne bloki otaczających gór. Nieckę wypełniają warstwy dewońskie, karbońskie i permskie.

## Rzeźba
Obniżenie Noworudzkie jest wypreparowaną w mało odpornych na denudację skałach karbońskich i dolnopermskich bruzdą. Pod względem geologicznym obniżenie przedstawia strukturę nieckowatą, której oś przebiega zgodnie z ogólnym kierunkiem zrębu sudeckiego (z północnego zachodu na południowy wschód). Obniżenie złożone jest z czterech części, które zbiegają się w okolicy Nowej Rudy. Poprzecinane dolinami rzek i potoków  oraz pasmami wzniesień o charakterze pagórkowatym, silnie kontrastuje krajobrazowo z górami, które rozdziela (Kamiennymi na południowym zachodzie i Bardzkimi oraz Sowimi na północnym wschodzie). Najwyższe wzniesienia nie przekraczają 600 m n.p.m.

## Krajobraz
Cały obszar Obniżenia Noworudzkiego jest pagórkowaty, zurbanizowany, dość gęsto zaludniony i niezalesiony poza nielicznymi wzniesieniami. Większość obszaru zajmują łąki i użytki rolne. Krajobraz podgórski, przeobrażony. Przewijają się w nim pozostałości po przemysłowym charakterze terenu. Działały tutaj kopalnie węgla kamiennego, zakłady przemysłu włókienniczego, PGR-y, które z końcem XX wieku zostały zlikwidowane.

## Wody
Region odwadniany jest przez Włodzicę i Ścinawkę oraz ich dopływy (dorzecze Nysy Kłodzkiej) w kierunku południowego wschodu, a także przez Bystrzycę wraz z jej dopływami (dorzecze Odry) w kierunku północy. Włodzica łączy się ze Ścinawką przez przełom we Wzgórzach Włodzickich.

## Komunikacja
Bruzda noworudzka tworzy śródsudecki szlak komunikacyjny, wykorzystywany przez linię kolejową nr 286 z Kłodzka do Wałbrzycha oraz drogi wojewódzkie nr 381, 384, 385 i wiele dróg lokalnych.

## Klimat[2]
Klimat jest umiarkowany środkowoeuropejski górski ze wpływami oceanizmu. Zachmurzenie średnie występuje w okresie jesienno-zimowym, najmniejsze w lecie. Opadom często towarzyszą gwałtowne burze z wyładowaniami. Wysokie opady, umiarkowane średnie temperatury roczne, specyficzne położenie oraz wysokość względna terenu tworzą dogodne warunki dla flory i fauny.
- maksimum termiczne: lipiec–wrzesień, średnia temperatura ok. 19 °C
- minimum termiczne: styczeń–luty, średnia temperatura powietrza ok. −5 °C
- średnia temperatura roczna oscyluje w granicach 7 °C
- czas trwania zimy: 14–16 tygodni
- okres wegetacyjny: rozpoczyna się w drugiej dekadzie kwietnia i trwa ok. 210 dni.
- lato termiczne: ok. 8 tyg.
- opady roczne:
  - w granicach 500–600 mm
  - maksimum opadowe: lipiec
  - minimum opadowe: luty
- zaleganie śniegu: ok. 50 dni
- dominujące wiatry: południowo-zachodnie

## Ludność
W większości  obniżenie zamieszkuje ludność napływowa, po wojnie przybyli tu osadnicy wojskowi, ludzie z centralnej Polski, przymusowi polscy wysiedleńcy z Kresów oraz osoby powracające z emigracji zarobkowej z zachodniej Europy (głównie polscy górnicy pracujący we Francji). Pozostało tu także wielu niemieckich górników, którzy  pracowali w tutejszych kopalniach węgla kamiennego. Większość ludności zamieszkuje w środowisku wiejskim.

## Atrakcje turystyczne
- Nowa Ruda – miasto zabytkowych budowli, przy uliczkach biegnących na różnych wysokościach
- wielopoziomowy rynek z ratuszem z 1884 r.
- dom – muzeum Josepha Wittiga – kronikarza Nowej Rudy.
- Muzeum Górnictwa z podziemną trasą i kolejką górniczą.
- punkt widokowy na Górze Wszystkich Świętych

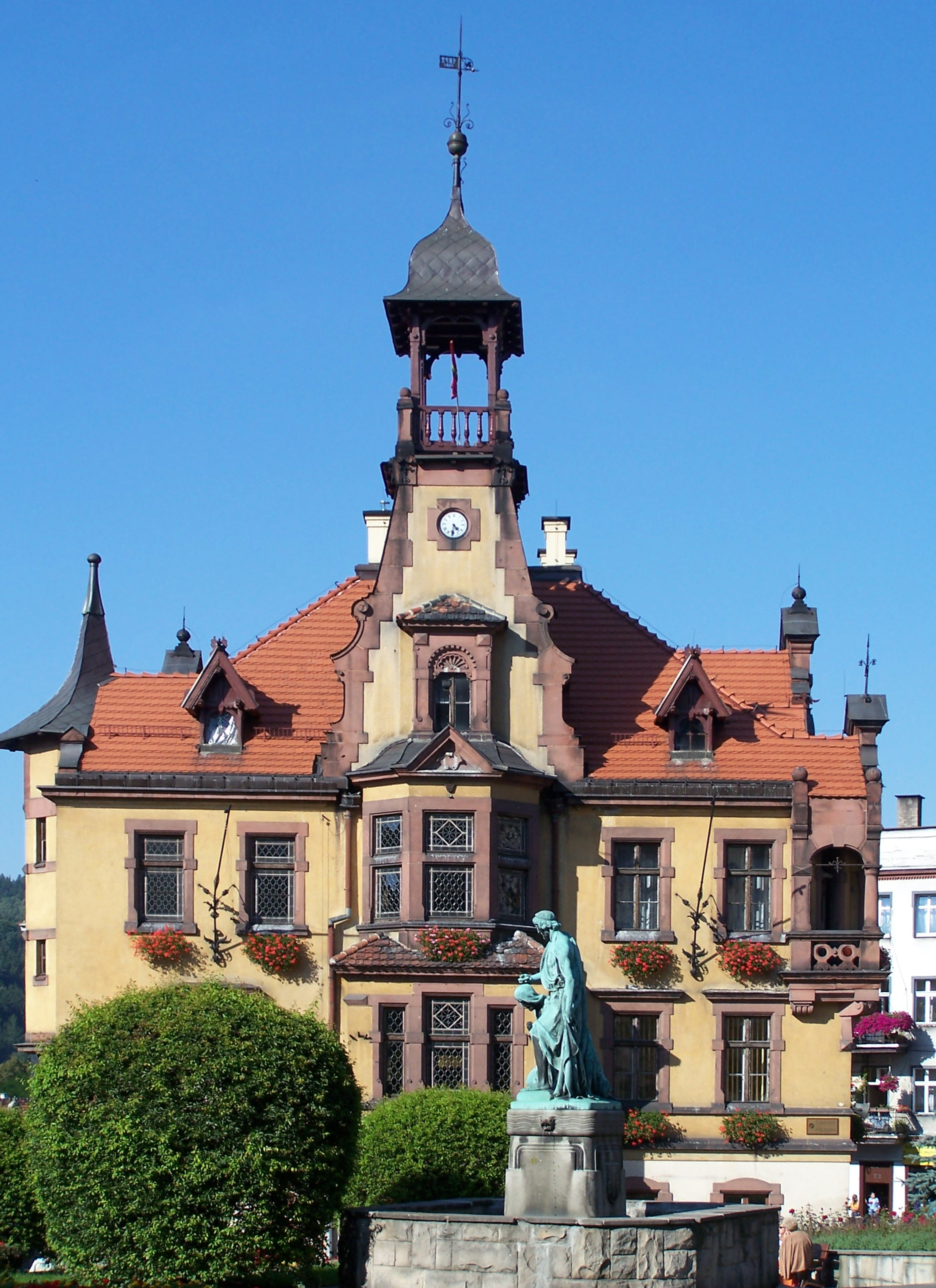
Pomnik Jana Chrzciciela i Ratusz w Nowej Rudzie

## Zabytki
- kościół pod wezwaniem św. Mikołaja w Nowej Rudzie z okazałymi murami oporowymi i schodami.
- kościół św. Barbary w Drogosławiu
- barokowa kaplica loretańska w Nowej Rudzie
- dawna synagoga w Nowej Rudzie – obecnie kościół
- most kamienny w ciągu ul. Piłsudskiego, nad ul. Podjazdową w Nowej Rudzie (jeden z najstarszych na Dolnym Śląsku)
- Domy Tkaczy nad Włodzicą w Nowej Rudzie (ul. Zaułek)
- figura Jana Chrzciciela w Nowej Rudzie na rynku
- kościółek (sanktuarium Matki Bożej Bolesnej) na Kościelcu.
- wieża widokowa na Górze Wszystkich Świętych.
- wiadukty kolejowe w Zdrojowisku, Ludwikowicach, Świerkach, Nowej Rudzie, Głuszycy
- tunel kolejowy pod Świerkową Kopą (609 m n.p.m.)

## Miejscowości
- Nowa Ruda z dzielnicami Drogosław i Słupiec
- Jugów
- Ludwikowice Kłodzkie
- Włodowice
- Świerki
- Bartnica
- Krajanów
- Przygórze
- Wolibórz
- Dzikowiec
- Sokolica
- Dworki
- Głuszyca Górna